# Enoch Pokiak
Enoch Pokiak (XIX/XX w.) – inuvialuicki traper i myśliwy z delty Mackenzie, który ok. 1910 osiadł z rodziną (synem Taylorem i żoną tego ostatniego Marie) w okolicach współczesnego Aklaviku, początkowo przy ujściu Jackfish Creek do Peel Channel. W 1911 za radą Enocha Pokiaka przedstawiciel Kompanii Zatoki Hudsona Kenneth Stewart zdecydował się zbudować w kolejnym roku faktorię handlową Kompanii w zakolu cieku obecnie zwanego Pokiak Channel przy jego ujściu do Peel Channel, gdzie przeniósł się także sam Pokiak, który osiadł tam jako pierwszy.